# 丙酸酯
丙酸酯，屬於有機化合物的一種，是丙酸跟醇經過酯化反應所生成的酯，其中帶有CH3CH2COO的基團。丙酸酯多為有機溶劑。

## 命名
丙酸酯的名稱一般是丙酸某酯，這取決與丙酸與哪個醇發生反應。例如如果丙酸跟甲醇反應，那麽生成物的命名為丙酸甲酯；如果丙酸跟乙醇反應，那麽生成物的命名為丙酸乙酯，如此類推。

## 製備
製備丙酸酯的方法為酯化反應。一般可以將丙酸跟醇混合，再加入催化劑濃硫酸，需要加熱。反應中脫去一分子水，為丙酸失去羥基、醇失去氫。例如丙酸跟乙醇酯化生成丙酸乙酯。

## 反應

### 水解
丙酸酯的水解主要可以分爲兩種：加酸水解和加鹼水解。加酸水解可生成丙酸跟相應的醇，而加鹼水解可生成丙酸鹽跟相應的醇。若要由丙酸鹽重新得到丙酸，可以加入酸。

### 還原
可以用氫化鋁鋰還原丙酸酯生成丙醇。如果使用二異丁基氫化鋁在低溫下還原丙酸酯，則會得到丙醛。

## 例子
以下是部分的丙酸酯：
- 丙酸甲酯
- 丙酸乙酯
- 丙酸丙酯
- 丙酸異丙酯
- 丙酸丁酯

## 用途
丙酸酯多用作有機溶劑，或有機合成中間體。